# Transzendenz

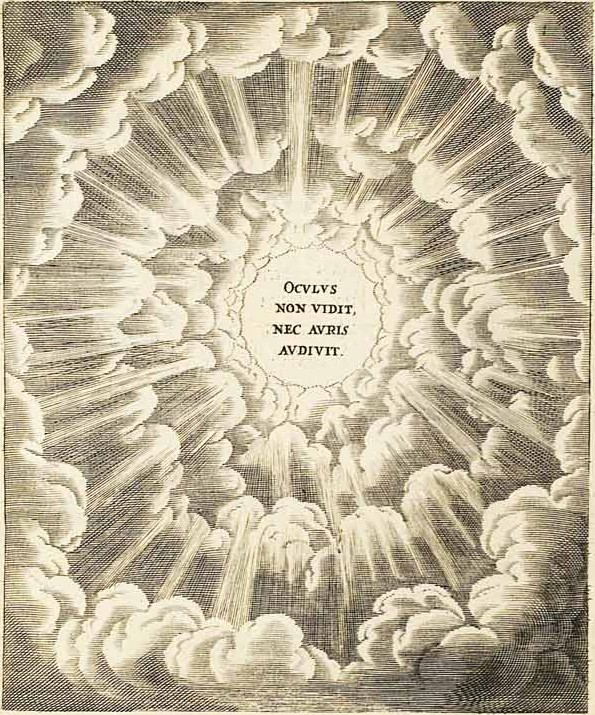
Otto van Veen, Emblem „Was kein Auge gesehen und kein Ohr gehört hat“

Transzendenz (von lateinisch transcendentia „das Übersteigen“) beschreibt den Bezug auf einen Gegenstandsbereich, der jenseits möglicher Erfahrung bzw. vorfindbarer Wirklichkeit liegt. In Philosophie, Theologie und Religionswissenschaft wird damit auf ein metaphysisches Wesen des Wirklichen an sich selbst Bezug genommen, das sich in der philosophisch-theologischen Tradition mit dem Begriff eines göttlichen, unendlichen Grundes erfahrbarer, endlicher Wirklichkeit verbindet. Der komplementäre Begriff der „Immanenz“ bezeichnet das Bezogensein auf den Gegenstandsbereich des in der Erfahrung Gegebenen.
Das Verhältnis von Immanenz und Transzendenz kann in unterschiedlicher Weise gedeutet werden. Beispielsweise ist in theologischer Tradition strittig, inwiefern das Transzendente als Unendliches und Göttliches als übernatürlich zu begreifen ist und inwiefern die Bezugnahme darauf als Glaube oder als Wissen zu verstehen ist. In der philosophischen Tradition kann das Verhältnis von Immanenz und Transzendenz einerseits  ontologisch, andererseits erkenntnistheoretisch bestimmt werden, d. h. einerseits bezogen auf das Verhältnis von endlicher und unendlicher Wirklichkeit, andererseits bezogen auf das Verhältnis des Erfahrbaren zu den ermöglichenden Bedingungen für Erfahrung überhaupt. Nach Letzteren fragt insbesondere die Transzendentalphilosophie nach Immanuel Kant. In der philosophischen Ontologie werden seit dem frühen 13. Jahrhundert mit dem Konzept sogenannter „Transzendentalien“ Prinzipien wie das Gute, das Wahre, das Schöne beschrieben, von denen angenommen wird, dass sie allem Seienden als solchem zukommen. Insofern „überschreiten“ sie die aristotelischen Kategorien. In unterschiedlichsten philosophiegeschichtlichen und religionswissenschaftlich beschreibbaren Zusammenhängen lassen sich vergleichbare Verhältnisbestimmungen ausmachen von Prinzipiaten und Prinzipien, die diese ermöglichen und transzendieren.
Ebenso gibt es unterschiedliche Auffassungen darüber, inwiefern Transzendentes an sich selbst oder mittelbar „erfahrbar“ genannt werden kann. Dies kann als religiös gedeutete Erfahrungen ebenso einschließen wie anderweitige Berichte über visionäre oder außersinnliche Wahrnehmungen (siehe auch Neurotheologie und Transpersonale Psychologie).
In unterschiedlichen Kontexten kann sich der Begriff der Transzendenz spezifischer mit etwas verbinden, das transzendiert wird bzw. etwas, woraufhin transzendiert wird. So bezeichnet in der philosophischen Anthropologie, Psychologie und Soziologie der Ausdruck Selbsttranszendenz das Bezogensein einer Person auf anderes als das eigene Selbst – ein Bezug, dessen Einlösung als Voraussetzung für sinnerfüllte Selbstverwirklichung oder als „Gefühl“, sich als Teil von etwas Größerem zu begreifen, gedeutet werden kann (beispielsweise bei Viktor Frankl). In spezifischerer Wortverwendung kann „Transzendenz“ in theologischer Tradition auch die Selbstüberschreitung des Göttlichen auf die Weltschöpfung hin beschreiben.

## Begriffsgeschichte
Das lateinische feminine Substantiv transcendentia ist schon in der Antike bezeugt, allerdings nicht in philosophischem oder religiösem Zusammenhang; es bezeichnet ursprünglich nur eine Überschreitung oder einen Übergang. Das zugehörige Verb transcendere „überschreiten“ wurde in der Antike auch im Sinn von „übertreffen“ verwendet. Der Kirchenvater Augustinus (354–430) gibt griechische Ausdrücke der neuplatonischen Literatur wie anabainein „hinaufsteigen“ lateinisch mit dem Verb transcendere bzw. dessen Partizip transcendens „übersteigend“ wieder. Das transcendere ist für ihn die Bewegung auf einem Erkenntnisweg, auf dem man von einer tieferen Ebene der Wirklichkeit zu einer höheren hinüberschreitet. In anderem Zusammenhang stellt er fest, dass Gott jede veränderliche Kreatur „übersteigt“ (transcendat).
Im Mittelalter war das feminine Substantiv transcendentia nicht gebräuchlich, wohl aber das Partizip transcendens, seit dem 13. Jahrhundert als Neutrum Plural transcendentia „die übersteigenden (Dinge)“. Gemeint sind Bestimmungen, welche die aristotelischen Kategorien „übersteigen“, das heißt: nicht auf eine von ihnen beschränkt sind. Den Kernbestand der transcendentia bildeten nach der Auffassung der Scholastiker die Begriffe „Seiendes“, „Eins“, „Wahres“ und „Gutes“.
Die transcendentia als feminines lateinisches Substantiv mit der Bedeutung „Transzendenz“ (Gottes) im heutigen Sinne ist ab dem frühen 17. Jahrhundert in katholischer und evangelischer theologischer Literatur bezeugt. In nicht-latinisierter Form findet sich der Begriff transcendence im Englischen bereits seit etwa 1600.

Während in religiöser und spiritualistischer Literatur der englische Ausdruck transcendence zweideutig ist und für den Vorgang des (sprachlichen, gedanklichen, humanistischen, religiösen, spirituellen) „Übersteigens“ – zumeist als Sinngebung in einem ganzheitlichen Zusammenhang – sowie gleichzeitig für den „überweltlichen Bereich“ steht, bezeichnet der deutsche Ausdruck Transzendenz streng genommen nur diesen Bereich. Der „Prozess des Übersteigens“ wird mit der Verbform transzendieren benannt. Bezieht sich das transzendieren auf einzelne Individuen, ist damit der geistige „Entwicklungsprozess zu höheren Bewusstseinsebenen“ des Einzelnen gemeint. Häufig wird die Bezeichnung Transzendenz jedoch auch von deutschen Autoren doppeldeutig benutzt.
Seit dem 18. Jahrhundert wird deutlicher zwischen der Transzendenz des Glaubens (bzw. des Objekts des Glaubens) und der Transzendenz des Wahren unterschieden. Während die Glaubenstranszendenz immer stärker in den Bereich der Theologie verwiesen wird, rückt die Frage nach der Erkennbarkeit der Wahrheit (bzw. der Möglichkeit objektiver Erkenntnis überhaupt) seit dem 19. Jahrhundert in den Mittelpunkt erkenntnistheoretischer und wissenschaftstheoretischer Fragestellungen.

## Philosophie

### Allgemeines
In der Philosophiegeschichte ist der Begriff Transzendenz auf unterschiedliche Weise verwendet worden, wobei oft auch religiöse Vorstellungen mit hineinspielen. Gemeinsam ist allen Bedeutungen nur, dass ein Akt oder Prozess des Überschreitens einer Grenze, die zwei ihrer Natur nach fundamental verschiedene Bereiche trennt, angenommen wird. Die Begriffsbildung geht von einem räumlichen Schema aus, doch sind die Begriffe „Bereich“ und „Grenze“ hier nicht räumlich, sondern geistig zu verstehen; jeder der beiden Bereiche ist durch die spezifischen Möglichkeiten der Erkenntnis und Erfahrung, die in ihm gegeben sind, charakterisiert und definiert.
Macht jemand eine Erfahrung, die im Rahmen seines gewohnten Bereichs als nicht möglich oder prinzipiell nicht ausdrückbar und erklärbar erscheint, oder gelangt er schlussfolgernd zur Annahme einer Realität jenseits dieses Bereichs, so kann er daraus – unter der Voraussetzung, dass kein Irrtum vorliegt – folgern, er habe erlebend bzw. gedanklich die Grenze seines Bereichs überschritten und einen anderen Bereich „betreten“. Dieser andere Bereich ist dann aus seiner Perspektive transzendent.
Damit wird vorausgesetzt, dass es zwei solche voneinander scharf abgegrenzte Bereiche gibt, und dass es für einen Betrachter möglich ist, eine Perspektive einzunehmen, von der aus er die Existenz beider Bereiche und der Grenze zwischen ihnen erkennen kann. Diese Hypothese wiederum setzt voraus, dass der Betrachter nicht ausschließlich einem der Bereiche angehört, sondern über eine Fähigkeit verfügt, die ihm auch den Zugang zum anderen verschafft oder ihm zumindest die Erkenntnis ermöglicht, dass die Grenze und jenseits von ihr der andere Bereich ebenfalls existieren. Hieraus ergibt sich das Grundproblem der philosophischen Modelle, die Transzendenz annehmen: die Frage, wie die Annahme einer fundamentalen Verschiedenheit der beiden Bereiche mit der Annahme vereinbar ist, dass von einem der Bereiche aus die Existenz des anderen erkannt oder sogar die Grenze überschritten werden kann. Diese Frage kann nur beantwortet werden, wenn abgesehen von der radikalen Verschiedenheit in bestimmter Hinsicht auch eine Einheit der beiden Bereiche, welche die Ausfaltung der Koordinaten für den Prozess des Überschreitens gestattet, vorausgesetzt wird.
Die Theorien, die eine transzendente Realität bejahen, gehen gewöhnlich von einem ontologischen Abhängigkeitsverhältnis aus. Sie postulieren, dass der nichttranszendente Bereich (der gewohnte „Aufenthaltsort“ des Menschen) seine Existenz und seinen gesamten Inhalt dem transzendenten Bereich verdankt, während der transzendente Bereich in keiner Weise vom nichttranszendenten abhängt. Der transzendente Bereich ist der bedingende, der andere der bedingte. Somit ist der transzendente Bereich in einer ontologischen Hierarchie der übergeordnete.
Dabei stellt sich das Problem der Vermittlung. Es ist zu fragen, welcher Umstand oder Faktor zwischen den beiden Bereichen vermittelt und damit eine Beeinflussung des nichttranszendenten durch den transzendenten und eine Erkenntnis der Existenz (und gegebenenfalls auch der Beschaffenheit) des transzendenten vom nichttranszendenten aus ermöglicht.

### Antike
Im Platonismus, der von Platon begründeten Richtung der antiken Philosophie, wird angenommen, dass es außer dem Bereich der sinnlich wahrnehmbaren und veränderlichen Einzeldinge auch einen Bereich der unveränderlichen, nur rein geistig erfassbaren Ideen gibt. Die Ideen sind nach Platons Ideenlehre nicht bloße Vorstellungen im menschlichen Geist, sondern bilden eine eigenständige, objektiv existierende metaphysische Wirklichkeit. Der intelligible Bereich der Ideen ist die Ursache der Existenz des Bereichs der Sinnesobjekte, zu denen nicht nur materielle Objekte zählen, sondern auch Ereignisse und Handlungen. Die Ideen sind die ewigen geistigen Urbilder, die Sinnesobjekte deren Abbilder und als solche notwendigerweise unvollkommen und mangelhaft. Da die Abbilder von prinzipiell anderer Beschaffenheit sind als die Urbilder und zwischen ihnen ein ontologisches Abhängigkeitsverhältnis besteht, sind die Ideen vom Bereich der Sinnesobjekte aus gesehen transzendent.
Die Vermittlung erfolgt nach dem Prinzip der Teilhabe (Methexis). Als Abbilder haben die Einzeldinge an ihren Urbildern teil, und zwar jedes Ding an mehreren Ideen und an jeder Idee eine Vielzahl von Dingen. Jedes Ding ist durch seine verschiedenen Teilhabebeziehungen konstituiert. Die Teilhabe ist das Bindeglied zwischen dem konstituierenden geistigen und dem konstituierten sinnlich erfahrbaren Bereich. Der Mensch hat grundsätzlich zu beiden Bereichen Zugang, weil seine Seele aus wesensverschiedenen Teilen besteht. Hinsichtlich ihres unsterblichen Teils ist sie immateriell und ewig, weist also für den Ideenbereich charakteristische Merkmale auf und ist dort beheimatet. Daher kann sie die Ideen erkennen. Die niederen Seelenteile hingegen zeigen Merkmale des Bereichs der Sinnesobjekte und dienen der Interaktion mit diesem Bereich.
Da nach der platonischen Lehre die Sinnesdinge von den Ideen zu dem, was sie sind, gemacht werden, und die Gesamtheit der sinnlich wahrnehmbaren Phänomene auf eine Einwirkung seitens der Ideen zurückgeführt wird, sind die Ideen als Urbilder in ihren Abbildern, den Sinnesobjekten, „anwesend“ (immanent). Unter Immanenz versteht man „die Anwesenheit von Teilen, Wirkungen oder Ausflüssen der Transzendenz in der nicht-transzendenten Wirklichkeit“. Ohne diese Anwesenheit gäbe es nach Platons Ideenlehre die Sinnesdinge nicht. Der Gedanke der Teilhabe drückt im antiken Platonismus das aus, was heute Immanenz genannt wird; einen Begriff „Immanenz“ gab es damals noch nicht.
Das Konzept der Teilhabe soll den Zusammenhang zwischen den Ideen und den Dingen der Sinneswelt verständlich machen. Allerdings führt es zu einer Reihe von Problemen, die in Platons Dialog Parmenides erörtert, aber nicht gelöst werden. Es gelingt dort vorerst nicht, die Frage nach der Art der Teilhabe des phänomenal Gegebenen an den Ideen widerspruchsfrei zu beantworten.
Aristoteles, der die Ideenlehre seines Lehrers Platon verwarf, war der Ansicht, das Problem der Vermittlung zwischen den beiden Bereichen könne durch die Vorstellung der Teilhabe nicht gelöst werden. Der Ausdruck „Teilhabe“ sei für eine philosophische Argumentation unbrauchbar, es handle sich nur um ein leeres Wort und eine poetische Metapher, deren Bedeutung Platon nicht untersucht habe. Somit gebe es keine Vermittlung. Platons transzendenter Ideenbereich stelle sich als eine abgetrennte Welt ohne Bezug zur Sinneswelt dar; zwischen den beiden Bereichen klaffe ein unüberbrückbarer Abgrund. In Wirklichkeit gebe es keine solchen Ideen als abgesonderte Substanzen, sondern nur die Formen der Sinnesobjekte, die mit deren Materie untrennbar verbunden seien. Trotz dieser Ablehnung der platonischen Metaphysik verzichtete Aristoteles aber nicht auf die Annahme eines transzendenten Bereichs. Er ging von einem „unbewegten Beweger“ als Ursprung aller Bewegung aus. Den unbewegten Beweger, dessen Existenz er für notwendig hielt, betrachtete er als abgesonderte Substanz. Somit nahm er ein transzendentes Prinzip an.

### Mittelalter
Im Mittelalter war der Begriff „Transzendenz“ noch nicht geläufig. Die ihm zugrunde liegenden Vorstellungen des Übersteigens, des Überschreitens einer Grenze und der Existenz eines Bereichs außerhalb der normalen Erfahrungswelt waren den christlichen Philosophen aber vertraut.
Das Transzendenz-Konzept der spätantiken und mittelalterlichen christlichen Denker wurde überwiegend vom Gedankengut der platonischen Tradition geprägt. Bei der Vermittlung antiker philosophischer Vorstellungen ans Mittelalter spielte der Neuplatonismus eine zentrale Rolle. Zwar war vom Schrifttum der antiken Neuplatoniker im Mittelalter nur Weniges zugänglich, doch kannten die mittelalterlichen Gelehrten die Grundgedanken des Neuplatonismus aus den Werken der in hohem Ansehen stehenden spätantiken Kirchenschriftsteller. Maßgeblich war im Mittelalter vor allem die Autorität von zwei besonders angesehenen und zugleich besonders stark vom Neuplatonismus beeinflussten spätantiken Autoren: Augustinus und Pseudo-Dionysius Areopagita.
Von dem Kirchenvater Augustinus übernahmen mittelalterliche Philosophen die Lehre, der Mensch müsse seinen eigenen Geist überschreiten (transcendere), um zum eigentlichen Sein, dem Sein Gottes zu gelangen, das jede vergängliche Kreatur übersteige. Mit diesem stufenweisen Übersteigen ist in der augustinischen Denkweise die Vorstellung einer graduellen Transzendenz verbunden. Zwar teilte Augustinus die den Kirchenvätern gemeinsame Überzeugung, Gott sei unaussprechlich, sein Wesen (griechisch ousia, lateinisch substantia oder essentia) sei mit Worten nicht ausdrückbar, doch thematisierte er die mit dem Gedanken einer absoluten (auch das Sein übersteigenden) Transzendenz verbundenen Fragen und Probleme nicht.
In der Lehre des spätantiken christlichen Neuplatonikers Pseudo-Dionysius hingegen bildet die Problematik der absoluten Transzendenz Gottes ein zentrales Element. Pseudo-Dionysius problematisiert die unreflektierte Annahme, Aussagen über Eigenschaften Gottes seien „wahr“ im Sinne einer Analogie zu den entsprechenden, aus der Alltagserfahrung bekannten menschlichen Eigenschaften. Er meint, dass solche aus der normalen Erfahrungswelt bekannten Eigenschaften Gott nicht zukommen können, da sie seiner Transzendenz nicht gerecht werden. Da sie somit keine gültigen Aussagen über sein Wesen sind, müssen sie negiert werden. Nach der Lehre des Pseudo-Dionysius kann aber auch für die Negationen der Anspruch, sie seien wirklich zutreffende Aussagen über Gottes Wesen, nicht erhoben werden. Daher müssen sie ebenfalls verneint werden. Erst durch diese letzte Negation, mit der man jede Art von Bestimmungen oder Benennungen übersteigt, wird in der Annäherung an die göttliche Wirklichkeit der entscheidende Schritt getan: Gottes Namenlosigkeit wird mit dem "unaussprechlichen Namen" identifiziert, welcher der Grund aller Namen und Benennungen ist und als solcher alle Namen vereinigt. Die positiven Aussagen bleiben bei Pseudo-Dionysius als wahr anerkannt, doch beziehen sie sich nicht auf Gottes absolut transzendentes Wesen, sondern nur auf seine Wirkung.
Thomas von Aquin zufolge ist das absolut Transzendente der Gegenstand der Theologie. Johannes Duns Scotus bestimmt erstmals die Metaphysik als Transzendentalwissenschaft (scientia transcendens), wobei er sich auf eine teilweise falsche Etymologie beruft: metaphysica sei aus griechisch meta (lateinisch trans) und ycos, das er unrichtig lateinisch mit scientia (Wissenschaft) wiedergibt, zusammengesetzt; der Gegenstand der Metaphysik seien die transzendenten Dinge (transcendentia).

### Frühe Neuzeit
Bei Kant ist das Transzendente dasjenige, was jenseits der menschlichen Erfahrung liegt und von dem keine theoretische Erkenntnis möglich ist. In der Kritik der reinen Vernunft untersucht Kant die Grenzen des vom menschlichen Erkenntnisvermögen Erfassbaren. Diese sind bestimmt durch die „Bedingungen der Möglichkeit“ menschlicher Erfahrung. Im Gegensatz zum Transzendenten ist das, was der Erkenntnisfähigkeit zugrunde liegt und ihr vorausgeht, das Transzendentale. Was jenseits dieser Erkenntnisfähigkeit liegt, das Transzendente, kann nicht Gegenstand des Wissens, sondern nur des Glaubens sein. Kant sagt hierzu: „Ich mußte also das Wissen aufheben, um zum Glauben Platz zu bekommen.“ Transzendent – und damit bloß regulative Ideen – sind für Kant z. B. die Vorstellungen von Gott, der Freiheit und dem ewigen Leben. Diese Vorstellungen sind nicht unsinnig, aber man kann sie nur annehmen, man kann nur „postulieren“, dass es Gott, Freiheit oder eine unsterbliche Seele gibt. Die Kritik der reinen Vernunft hat den Zweck, dass „dem Materialism, Fatalism, Atheism, dem freigeisterischen Unglauben, der Schwärmerei und Aberglauben, die allgemein schädlich werden können, zuletzt auch dem Idealism und Scepticism, die mehr den Schulen gefährlich sind und schwerlich ins Publicum übergehen können, selbst die Wurzel abgeschnitten werden.“
Wenn man die Grenzen der Erkenntnis beschrieben hat, also weiß, was man wissenschaftlich erklären kann, bleiben für Kant die Fragen nach dem Transzendenten, nach dem, was im „Jenseits der Sinnenwelt“ liegt, dem sich die menschliche Vernunft nicht entziehen kann. Deshalb stellt er im „Beschluß“ am Ende der Kritik der praktischen Vernunft fest: „Zwei Dinge erfüllen das Gemüth mit immer neuer und zunehmender Bewunderung und Ehrfurcht, je öfter und anhaltender sich das Nachdenken damit beschäftigt: der bestirnte Himmel über mir und das moralische Gesetz in mir.“

### 19. Jahrhundert
Das den Erkennenden mit dem Horizont seiner Erkenntnis Vermittelnde ist in der Geschichte der nachkantischen Philosophie von verschiedenen Seiten angegangen worden. Da ist zunächst im Idealismus Hegels die Geschichte, die in der Dialektik ihrer Entwicklung das Kontinuum schafft, in dem der Verstand über die Gegenstände zu sich kommt und so mit sich und der Welt vermittelt ist.
Sören Kierkegaard nutzt den Begriff Transzendenz, um Hegels Philosophie als Immanenzphilosophie zu kritisieren. Dadurch, dass Hegel die Immanenz alles Wirklichen im Bewusstsein behauptete, leugne er das Transzendente. Kierkegaard bezeichnet mit Transzendenz die von der Wissenschaftlichkeit radikal unterschiedene Ebene des Religiösen, die nur durch den Glauben zugänglich ist.

### 20. und 21. Jahrhundert
Aufbauend auf Hegels Konzept sieht Heidegger im Verstehen der menschlichen Existenz und ihrem Ringen um Selbstverständnis das Vermittelnde zwischen dem Erkennenden, den Gegenständen seiner Erkenntnis und dem Horizont menschlicher Erkenntnis, der diese erst möglich macht.
„Horizont“ bedeutet in diesem Kontext den Vorgriff auf etwas, das den Prozess der Erkenntnis überhaupt erst ermöglicht. Dieses ist eben nicht der Gegenstand der Erkenntnis selbst, sondern das, was als Bedingung der Möglichkeit stets bei jeder Erkenntnis mitgesetzt ist. Indem die Philosophie auf die Vollzugsbedingungen ihrer Erkenntnis reflektiert, macht sie diesen stets implizit gesetzten Horizont zum Gegenstand ihrer Untersuchung. So ist zum Beispiel Wahrheit als so verstandener Horizont stets mitgesetzt, und zwar unabhängig davon, ob die getroffene Aussage wahr oder falsch, die Wahrheit intendiert war oder nicht, die Tat gut oder böse ist. Dies wird illustriert am Lügner-Paradoxon, dem zufolge niemand wahrheitsgemäß behaupten kann, er lüge immer, weil er ja beanspruchen muss, in mindestens diesem einen Fall die Wahrheit zu sagen, und so Wahrheit transzendentale Möglichkeitsbedingung selbst der intendierten Falschheit dieser Aussage ist.
Den Begriff Transzendenz verwendete Karl Jaspers in dreifacher Bedeutung:
1. Die eigentliche Transzendenz, die er auch die Transzendenz aller Transzendenzen nennt. Sie ist für ihn das eigentliche Sein. Sie ist zugleich das Umgreifende schlechthin oder das Umgreifende des Umgreifenden.[23]
2. Die Transzendenz aller immanenten Weisen des Umgreifenden (Dasein, Bewusstsein überhaupt, Geist, Welt): „Wir transzendieren zu jedem [immanenten] Umgreifenden, d. h. wir überschreiten die bestimmte Gegenständlichkeit zum Innewerden des sie Umgreifenden; es wäre daher möglich, jede Weise des [immanenten] Umgreifenden eine Transzendenz zu nennen, nämlich gegenüber jedem in diesem Umgreifenden fassbar Gegenständlichen.“[24]
3. Die Transzendenz als Synonym für Gott,[25] so u. a. in Der philosophische Glaube angesichts der Offenbarung (1962) und in Chiffren der Transzendenz (1970, Vorlesung Basel SS 1961).

Die Transzendenz ist bei Jean-Paul Sartre ein grundlegendes Merkmal des Menschen. Das Überschreiten des Egos, in dem der Mensch nicht in sich selbst eingeschlossen, sondern dauernd gegenwärtig in einem menschlichen All ist. In Anlehnung an den griechischen Philosophen Platon und seine Ideenlehre erdenken wir die Existenz des „Guten an sich“, das sich uns als unbeschreibliche und über die Wege und Mittel der Transzendenz erfassbare Einsicht offenbart.
Im Rahmen der Systemtheorie wird der „transzendente Geist“ von Gregory Bateson in Ökologie des Geistes von 1972 abgelehnt. Nach Niklas Luhmann verweist Transzendenz als Richtungsangabe auf etwas jenseits einer Grenze. Sie ist ein gedankliches Überschreiten der Immanenz. Ihre spezifische Funktion liegt in der Sinngebung, so „daß eine Kommunikation immer dann religiös ist, wenn sie Immanentes unter dem Gesichtspunkt der Transzendenz betrachtet.“ Das Transzendente seinerseits kann nur aus der Perspektive der Immanenz betrachtet werden. Hieraus ergibt sich eine paradoxe Kommunikationsstruktur, die Luhmann in der doppelten Sicht auf Christus versinnbildlicht sieht, der sich als Sohn Gottes in der Welt immanent und als Gott selbst transzendent darstellt.
Ernst Tugendhat legt dar, dass in der nachkantischen Philosophie die metaphysische Vorstellung einer Transzendenz Gottes durch die einer anthropologischen „immanenten Transzendenz“ ersetzt wurde, durch das Konzept eines Strebens der Menschen, das über sie hinausweist. Dies findet sich bei Nietzsche, der mit der Feststellung vom Tod Gottes, um nicht im Nihilismus zu verharren, für den Menschen den Gegenentwurf des Willen zur Macht entwickelte, dessen Verwirklichung durch den Übermenschen und die Umwertung aller Werte einen Aufstieg verheißt. Heideggers Bestimmung der Transzendenz als Differenz von Sein und Seiendem verwirft Tugendhat hingegen als Sackgasse. „Der Mensch kann sich mit der Oberfläche der Dinge nicht zufrieden geben und muß in sie eindringen. So konstituiert sich ein Übersichhinausgehen, das nicht, wie das Übersichhinausgehen bei Nietzsche, ein bloß quantitatives Wachstum der Macht des Individuums ist, und auch nicht, wie in der damaligen Erkenntnistheorie und bei Heidegger, eine Bewegung zwischen Subjekt und Objekt, zwischen Mensch und Sein, sondern ein Transzendieren der Erscheinung und der Oberfläche in Richtung der Tiefe der Dinge.“ Die zunehmende Tiefe wird erreicht durch das Fragen nach Gründen, in Achtung und Aufmerksamkeit gegenüber der Realität. Die Transzendenz besteht für Tugendhat „in einer Steigerung des Sichöffnens für die Realität und im Lernen, etwas gut und besser zu machen.“ Adorno verstand unter Transzendenz den Ausbruch aus dem Gefängnis der Begriffe und Wirklichkeit vermittels immanenter Kritik: „Bereits im einfachen identifizierenden Urteil gesellt sich dem pragmatistischen, naturbeherrschenden Element ein utopisches. A soll sein, was es noch nicht ist. Solche Hoffnung knüpft widerspruchsvoll sich an das, worin die Form der prädikativen Identität durchbrochen wird. Dafür hatte die philosophische Tradition das Wort Ideen. Sie sind weder χωρις  noch leerer Schall, sondern negative Zeichen. Die Unwahrheit aller erlangten Identität ist verkehrte Gestalt der Wahrheit. Die Ideen leben in den  Höhlen zwischen dem, was die Sachen zu sein beanspruchen, und dem, was sie sind. Utopie wäre über der Identität und über dem Widerspruch, ein Miteinander des Verschiedenen.“ (Adorno – Negative Dialektik)

## Östliche Philosophie

Zeichen für das Om der indischen Religionen: Transzendenter Urklang und formloses Brahman, Zeichen der unpersönlichen Weltseele

Die meisten Strömungen des Buddhismus kennen transzendente Buddhas, die als Adibuddha (Urbuddha) bezeichnet werden. Transzendente Buddhas sind zeitlos und immer präsent. Sie gehören dem Dharmakaya, der Ebene der dualitätsfreien, gleichzeitig transzendenten und immanenten absoluten Wahrheit und Wirklichkeit an, die das Wesen aller Buddhas ausmacht. Eine Analogie zum westlichen Konzept der Transzendenz bildet im Buddhismus das Nirwana, das den Gegensatz zu allem Gegebenen, zum Samsara, bildet und in manchen Varianten des Buddhismus meditativ durch Loslassen von allen weltlichen Bindungen in höchster Kontemplation erreicht werden kann. In anderen Schulen ist es das Ungeborene oder Nichtexistente als Grenzbegriff, in das der Mensch nach seinem Tod eingeht (siehe auch: Trikaya). Als Negation ist das Transzendente nicht mit einem positiv gefassten Ewigen und Umgreifenden (Jaspers) gleichzusetzen. Eine Ausnahme, nicht nur unter den buddhistischen Schulen, sondern auch unter den Religionen allgemein, bildet der Zen-Buddhismus, dessen Weltanschauung Transzendentes grundsätzlich fehlt und der sich stattdessen radikal der Immanenz zuwendet.
Im Hinduismus kennzeichnet das Brahman, die kosmische Weltseele, die unveränderliche, unendliche, immanente und transzendente Realität, welche den Grund aller Materie, Energie, Zeit, Raum, Sein und alles über dem Universum darstellt. Die Trimurti und andere untergeordnete Gottheiten sind nur verschiedene Erscheinungsformen der Einheit des einen Gottes. Die Erlösung, Befreiung oder auch Erleuchtung (Moksha) ist das letzte, ultimative der vier Lebensziele im Hinduismus. Mit Tirtha werden Furten oder Flussübergänge als Orte der Transzendenz in hinduistischen Texten und Ritualen bezeichnet, die in der religiösen Praxis zu Pilgerorten geworden sind. Durch Askese kann man sich in der vedischen Praxis der Immanenz der Welt entziehen und zur Transzendenz gelangen.
Auch im Konfuzianismus gibt es einen transzendenten Hintergrund. So heißt es „Der Edle hat eine (heilige) Scheu vor dreierlei: er steht in Scheu vor dem Willen Gottes, er steht in Scheu vor großen Männern, er steht in Scheu vor den Worten der Heiligen (der Vorzeit).“ Hier ist ein übergeordneter „Auftrag des Himmels“ (天命 tian ming), der den Edlen zu einer besonderen Pflichterfüllung ruft. Über den Himmel als abstrakten unpersönlichen Gott hinaus gibt es im Konfuzianismus keinen Jenseits-Bezug. Stattdessen wird ein besonderer Wert in der Erziehung der Menschen in den (göttlichen) Traditionen gesehen. Anders ist im Daoismus das Dao das grundlegende Prinzip der Welt, das Transzendente, aus dem der Kosmos und die Ordnung der Dinge entstanden sind. Indem die Dinge der Welt, die Gegensätze von Yin und Yang aus dem Dao entstanden sind, ist es zugleich Immanenz.

## Judentum und Christentum
Im Gegensatz zur mythologischen Religion der Griechen, in der die Götter immanent in die Weltordnung eingebunden sind und deshalb nur eine relative Transzendenz haben, hat der jüdische Gott als Schöpfer von Anbeginn eine absolute Transzendenz. Satan hingegen ist aus jüdisch-christlicher Sicht nur ein Geschöpf. Als mythische Gottheit gesehen ist er zugleich Teil der Welt und besitzt so eine immanente Transzendenz.
Das Christentum ist eine Aufweitung des jüdischen Glaubens auf die Gesamtheit der Gläubigen und damit auf die gesamte Menschheit, setzt aber in vielem die alttestamentliche Denktradition fort. Gott bleibt der allmächtige Schöpfergott (Apg 14,15–17 ). Durch die hinzugekommene Lehre von der Auferstehung (1 Kor 15,42–50 ) und vom jüngsten Gericht (vgl. 1 Kor 3,10–15 , Mt 25,31–46 ) wird das menschliche Dasein zum Tode jedoch nun aufgehoben und der Mensch erhält so die Möglichkeit eines Zugangs zum ewigen Leben (vgl. 1 Kor 3,10–15 ). „Denn ihr seid gestorben und euer Leben ist mit Christus verborgen in Gott. Wenn Christus, unser Leben, offenbar wird, dann werdet auch ihr mit ihm offenbar werden in Herrlichkeit.“ (Kol 3,3–4 ) Durch die Transzendenz Gottes sind auch Christus und der Heilige Geist transzendent, weil sie mit Gott, dem Vater, eine Einheit bilden.
Vom frühkirchlichen Denken bis in die Neuzeit beinhaltete der christliche Glaube die Vorstellung eines in der Welt wirkenden Gottes. Die Säkularisierung in der Aufklärung und der Fortschritt der Wissenschaften haben dieses Bild immer weiter aufgelöst. Aufklärung vermittelt „Einsicht in die unverfügbaren Sinnbedingungen unserer Existenz“. Diese Dimensionen der Kreatürlichkeit, der Unverfügbarkeit und der konstitutiven Nichtobjektivierbarkeit Gottes eröffnen die Perspektive auf ein humanes Leben, Würde, Freiheit und Fehlbarkeit. „Leben in praktischer Anerkennung der Transzendenz der Welt der Anderen und meiner selbst ist Voraussetzung noch aller vernünftigen gemeinsamen Praxis.“ Die Frage nach Gott, nach dem Sinn und dem Absoluten wird neu reflektiert. „Der praktische Sinn der konstitutiven Verbindung von Negativität und Transzendenz artikuliert sich christlich in der Botschaft von der Menschwerdung Gottes, vom Tod Gottes und vom Bleiben der Gemeinde in der Liebe.“ Auf diese Weise bleibt die Transzendenz in der Immanenz erhalten. Abstrakte Prinzipien wie Das Prinzip Hoffnung bei Ernst Bloch oder Das Prinzip Verantwortung bei Hans Jonas substituieren das Absolute und werden so der Schlüssel zu einer „Wiederaneignung der entfremdeten Sinngehalte der Transzendenz“.

## Spiritualismus und Religionswissenschaft, Religionssoziologie
In der Auseinandersetzung mit Spiritualität wird mit Transzendenz eine immaterielle „zweite Seite“ der Realität benannt, die grundsätzlich jenseits der Grenze der menschlichen Erfahrungswelt liegt – von der sie gänzlich unabhängig ist – und die sich nicht in den üblichen Kategorien von Zeit und Raum oder mit Hilfe von Verstand und Logik beschreiben lässt. Je nach Weltanschauung ist dieses Übersinnliche etwa der „Urgrund des Seins“, die „Welt der Ideen“, das Numinose, „das Eine“ oder das Jenseits, Gott, Kosmos, Weltseele, Brahman, Nirwana, Dao, auch der Sinn der Welt oder „das Gute“ an sich – aber in jedem Fall insbesondere ein Gegenstand des Glaubens.

### Transzendenzerfahrung

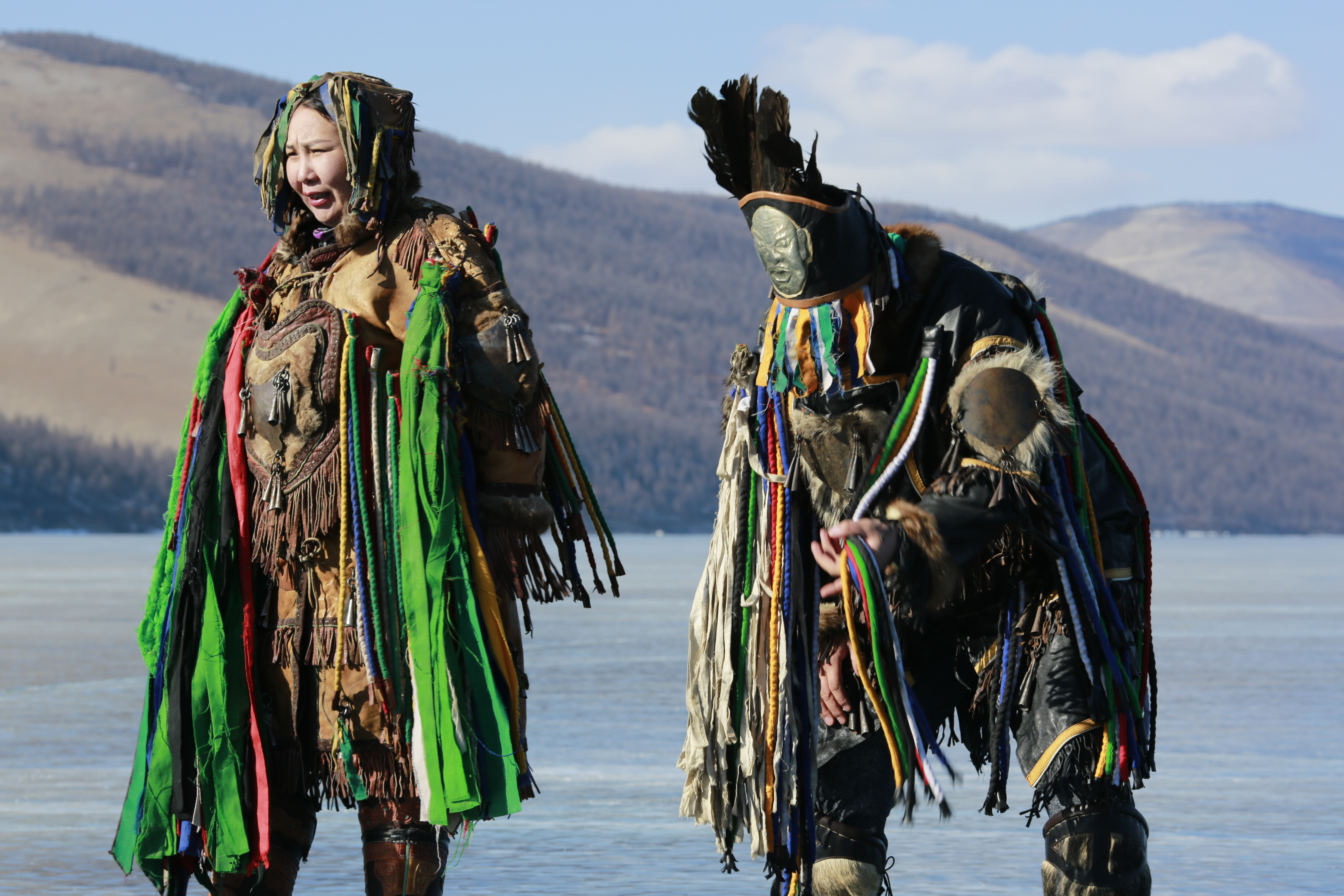
Schamanen (hier aus der Mongolei) sind seit Jahrhunderten Experten für Transzendenzerfahrungen

Augenzeugenberichte über sogenannte Transzendenzerfahrungen, die zu den veränderten Bewusstseinszuständen gehören (hier vor allem Visionen, Ekstase, schamanische „Seelenreisen“ oder Nahtoderfahrungen), sind aus allen Epochen und Kulturen bekannt. Nicht nur entheogene Drogen oder langjährig geübte meditative Versenkung kann solche außergewöhnlichen mentalen Zustände hervorrufen, sondern bereits physiologische Auslöser wie langes Fasten, Schwitzen oder Frieren, exzessiver Ausdauersport oder rhythmischer Tanz sowie Hyperventilation (etwa beim holotropen Atmen), Schlafentzug oder auch Sauerstoffmangel im Gehirn. Viele Menschen, die so etwas unmittelbar erleben – insbesondere spirituelle oder gläubige Personen –, sind von der Wirklichkeit der transzendenten Welt überzeugt.
Unabhängig vom Auslöser treten immer hochgradige Veränderungen des Ich-Bewusstseins sowie einfache Halluzinationen beziehungsweise Pseudohalluzinationen oder Illusionen auf. Sie werden häufig nach der von Adolf Dittrich  eingeführten Skala klar unterscheidbarer „Kerndimensionen veränderter Bewusstseinszustände“ beschrieben:
- Bei Anhängern hoffnungsvoller, lebensbejahender Religionslehren, bei gelebter individueller Spiritualität oder Esoterik (insbesondere Neopaganismus) sowie bei starker Orientierung an einer positiven Werteorientierung (etwa Liebe, Dankbarkeit, Ehrfurcht, Vergebung) oder ästhetischen Vorstellungen tritt zumeist eine „Ozeanische Selbstentgrenzung“ auf. Sie umfasst die kulturübergreifenden Erscheinungen mystischen Erlebens: Absolute Glückseligkeit im Rahmen einer Auflösung der Ich-Grenzen als Verschmelzung mit Umwelt, Natur, Gott, Urgrund o. ä. bei gleichzeitigen Empfindungen von tiefem Frieden, Körper- und Schwerelosigkeit, sowie einem stark veränderten Zeitempfinden.
- Der Glaube an autoritäre Weltanschauungen, die auf strengen Moralvorschriften, Unterwerfung und Angst vor Strafen oder gar apokalyptischen Vorstellungen beruhen; bei emotional labilen Personen, in schwierigen Lebenslagen und bei Schizophrenie, sowie bei Menschen mit einer vorwiegend auf materiell-egoistische Werte ausgerichteten Lebenseinstellung kommt es eher zur „Angstvollen Ich-Auflösung“, die beim Drogenrausch als Horrortrip bekannt ist. Dabei entsteht extreme Panik, die Gedanken weiten sich zu einer völlig unkontrollierbaren, aufgewühlten und wirren „inneren Reizüberflutung“; der Bezug zur Realität und das Ich-Gefühl gehen verloren.

Ozeanische Selbstentgrenzung und Angstvolle Ich-Auflösung treten bisweilen auch gleichzeitig oder abwechselnd auf.
- Zu diesen Ich-Veränderungen kommt die Wahrnehmung von Helligkeit oder Blitzen (auch mit geschlossenen Augen), farbigen, sich verändernden Mustern, Sinnesüberlagerungen von Seh- und Höreindrücken (z. B. „Farben hören“, „Töne sehen“), von lebhaften Erinnerungen, aber auch von nicht realen Dingen und Erscheinungen – häufig im Kontext des persönlichen Weltbildes der Beteiligten – sowie der Steigerung von Phantasie und Kreativität, verbunden mit einer teils hochgradigen Umdeutung und -bewertung der Wahrnehmungsinhalte.

Der Soziologe Thomas Luckmann sieht in solchen Transzendenzerfahrungen den Ursprung aller Religiosität.

### Psychologie

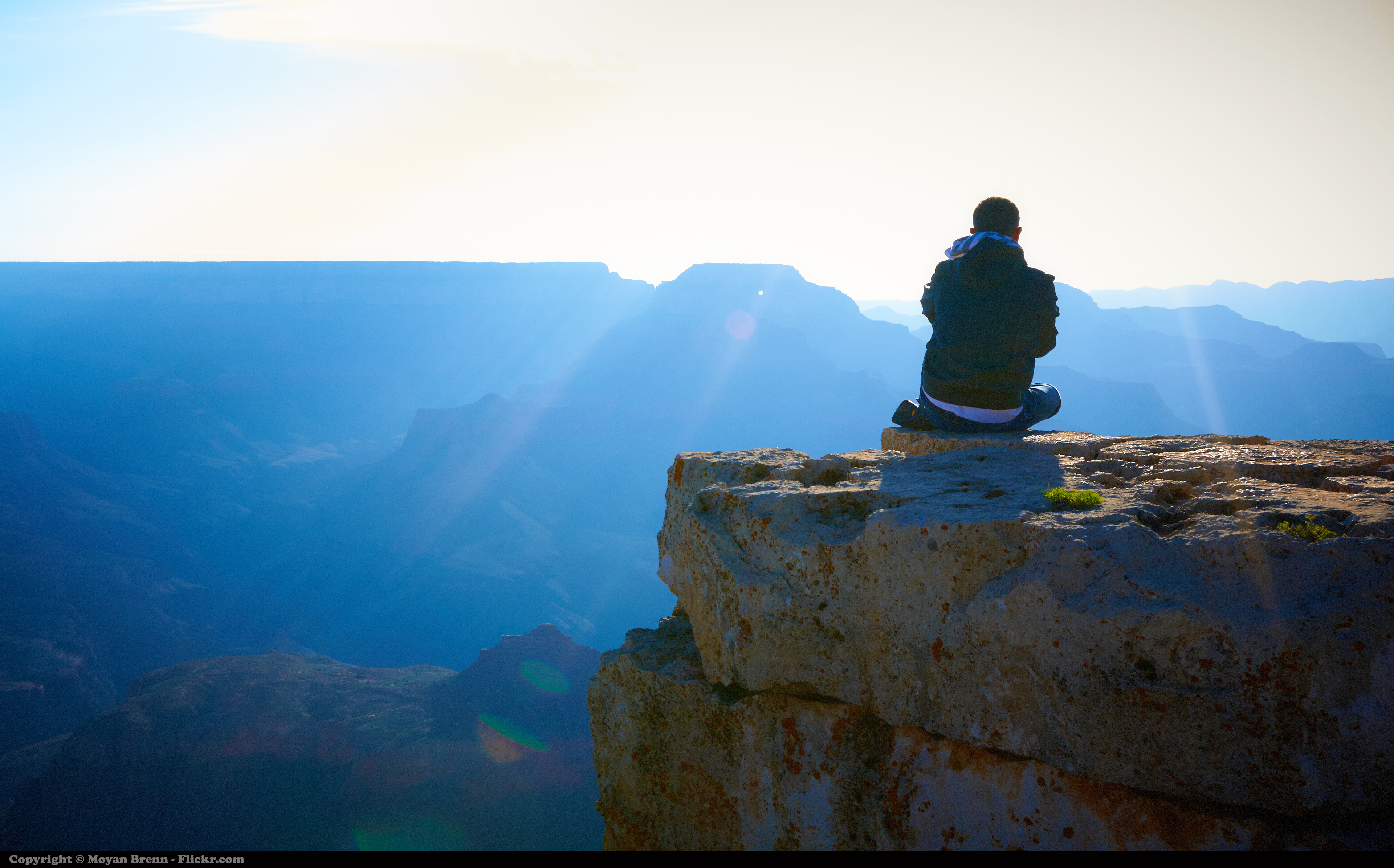
Meditation, Selbstvergessenheit und Hingabe sind Wege zur Selbstüberwindung

Selbsttranszendenz – ein Begriff aus der Psychologie – sagt aus, sich ohne Rücksicht auf eigene Bedürfnisse, Befindlichkeiten, Ängste und Konzepte voller Hingabe – „selbstvergessen“ – einer Aufgabe, höheren Werten, dem Glauben oder der Liebe zu jemandem oder etwas widmen zu können. Insofern wird Selbsttranszendenz als geistige Fähigkeit beschrieben. Aus der Sicht des Einzelnen wird auch von einem Gefühl gesprochen, welches vor allem mit Selbstüberwindung und Sinngebung in Zusammenhang mit einem größeren Ganzen zu tun hat. Das beginnt bereits mit dem Gemeinschaftsgefühl in sozialen Gruppen aller Art und endet bei religiös-spirituellen Erfahrungen einer „absoluten Einheit“.
Die Fähigkeit ist eng verbunden mit der Selbstdistanzierung („Selbstironie“, „über sich selbst lachen können“, „sich selbst nicht so wichtig nehmen“), die als wesentliche Voraussetzung betrachtet wird. Selbsttranszendenz umfasst schließlich die Betrachtung der eigenen Person aus einer ganzheitlichen raum- und zeitlosen Perspektive und ist damit eine wesentliche Voraussetzung für Spiritualität.
Als „Gefühl der Selbstüberwindung“ – dass die Grenzen des Seins ausgedehnt werden können – werden ursächlich wie auch förderlich die positiven Emotionen Hoffnung, Freude, innerer Friede, Glück und schließlich Liebe mit Selbsttranszendenz verbunden.
Im Sinne einer Persönlichkeitsentwicklung führt Selbsttranszendenz weg vom angeborenen Egozentrismus der reinen Bedürfnis- und Wunschbefriedigung über eine moralische Lebensführung, Interesse am Weltgeschehen oder gesellschaftliches Engagement hin zu Empathie und Altruismus.
Nach Victor Frankl – in dessen psychologischer Logotherapie und Existenzanalyse Selbsttranszendenz und Selbstdistanzierung eine zentrale Rolle spielen – sind diese beiden Faktoren notwendige Bedingungen für die Entwicklung echter Freiheit in Verantwortung, für Menschlichkeit und Sinnhaftigkeit in ihrer idealen Bestimmung und schließlich für die höchste Form der Selbstverwirklichung. Frankl hält die geistige Bezogenheit auf Andere und Anderes für eine „anthropologische Voraussetzung menschlicher Existenz“.
Auch der Sozialphilosoph Hans Joas sieht diesen Vorgang als die grundlegende Funktion der Sinnkonstitution – „Werte  entstehen  in  Erfahrungen  der  Selbstbildung  und  Selbsttranszendenz.“